# Andrejszki Judit
Andrejszki Judit (Budapest, 1967. december 1. –) a magyar régizenei élet jelentős alakja. Barokk szoprán, csembalista és orgonista, aki világszerte népszerűsíti a magyar régizenét.
A magyar régizenei élet aktív résztvevőjeként különös hangsúlyt fektet a régi korok zenéjének és hangzásvilágának bemutatására, mesterkurzusokon történő elsajátítására. Rajongói által angyali jelzőt viselő hangjával és egyedi, őserőből táplálkozó előadásmódjával 1987 óta számos országban és helyszínen kápráztatja el közönségét.

## Tanulmányok
Budapesten született és nőtt fel. Az újpesti Komját Aladár utcai Általános és Zenetagozatos Iskola diákjaként számos városi ünnepségen szerepelt. Hara Lászlóné növendékeként zongoraversenyeken elért első helyezéseivel Újpest hírnevét öregbítette.
A Bartók Béla Zeneművészeti Szakközépiskola és Gimnázium orgona szakát Lehotka Gábor és Szathmáry Lilla tanítványaként végezte el.
A konzervatóriumot külföldi képzések követték: a barokk éneklés technikáját Marcin Bornus-Szczyciński által sajátította el Lengyelországban, majd Ausztriában, Hollandiában és Nagy-Britanniában mesterkurzusokon vett részt.
2017-ben a Partiumi Keresztény Egyetem zenepedagógiai szakán szerzett diplomát.

## Formációk
Egyik alapítója, énekese és csembalistája az 1987-ben alakult Musica Profana régizene együttesnek, mellyel neves magyar és külföldi együttesekkel és szólistákkal léptek fel különböző zenei produkciókban és fesztiválokon: Ausztria, Erdély - Csíkszeredai Régizene Fesztivál, Franciaország - Saint Donat Bach Festival és Tours, Horvátország, Lengyelország - varsói Nemzeti Opera, Németország – Tage Alter Musik in Herne, Spanyolország, Szerbia, Szlovénia – Radovljicai Régizene Fesztivál.
Nyitottságukat a népzene felé többek között a Fonó Zenekarral és Sebestyén Mártával való közös koncertjeik is alátámasztják.
Táncos produkciókban is részt vesznek: rendszeresen dolgoznak együtt a Company Canario Historikus Táncegyüttessel. Közös fellépéseik mellett reneszánsz és barokk táncházakat is tartanak.
Tagja az 1998-ban alakult Corvina Consort régizene együttesnek is, mely számos nagysikerű koncertet adott hazánkban és külföldön egyaránt. Fellépéseiknek adott helyszínt többek között Ausztria, Belgium, Erdély, Észtország, Finnország, Franciaország, Kanada, Lengyelország, Németország, Olaszország és Szlovákia. A csapat több nemzetközi elismerésben és díjban részesült: Choc-díj (1999 és 2008), TOP10 CD’s of the Year (2001 és 2004), Midem Classical Awards-díjra nevezés (2008).
2009 óta dolgozik Sebestyén Mártával, akivel a régizene és népzene rejtett összefüggéseit hozzák napvilágra és formálják azokat felejthetetlen előadássá. Számos közös koncertet tudhatnak magukénak nemcsak Magyarországon, hanem Erdélyben, Franciaországban, Hollandiában, Montenegróban, Spanyolországban és a Vajdaságban is. Judit művészetének meghatározó vonulata ez a zeneileg és emberileg egyaránt inspiráló találkozás.
A reneszánsz és barokk zenéket bemutató, 2014-ben alakult Bacchus Consort együttesben szopránként és csembalistaként örvendezteti meg hallgatóságát. Kiváló fiatal zenésztársaival több hazai helyszínen nyújtanak betekintést különböző országok reneszánsz és barokk zenei világába.
Az 1981-ben alakult, világszerte híres Mandel Quartet régizene együttessel 2014 óta játssza a középkor és a reneszánsz korok zenéjét.

## Szólista
1990 óta a korszerű komolyzenét létrehozó After Crying együttes számos lemezén csendül fel hangja.
2008-ban, a Reneszánsz Évben szólistaként jutott el Indiába és aratott páratlan sikert régizenei estjeivel.
2009-ben a Balázs Elemér Grouppal a régmúlt korok zenéjét a jazz értelmezési tartományába helyezték; koncerteztek Innsbruckban, Londonban, Pécsett és Rómában is. Az Early Music produkcióban énekelt Nuria Rial spanyol szopránénekessel és a Voces4 énekegyüttessel.
Szopránként Havasi Balázs zongoraművésszel a New York-i Carnegie Hall-ban (2015), a Papp László Budapest Sportarénában, a Budapest Kongresszusi Központban és Bukarestben több alkalommal lépett színpadra.
Hangszeres és énekes szólistaként Magyarország kiemelkedő kamarazenei- és énekegyütteseinek megannyi lemezén működik közre. Budapest zenei kulturális életének meghatározó alakja; rendszerint énekel és zenél egyházi jótékonysági rendezvényeken.
Énekesként és hangszerjátékosként számos színházi produkció részese.

## Oktató
2010 óta nemzetközi (Csíkszereda, Temesvár) és hazai barokk mesterkurzusokat tart. Ez utóbbit évente, a Győri Reneszánsz és Barokk Hét keretein belül, ahol a barokk ének iránt érdeklődők a barokk díszítéstechnika ismereteit sajátíthatják el általa.

## Diszkográfia

### After Crying
- Overground music (1990)
- De profundis (1996)
- Első évtized (1996)
- After Crying 6. (1997)
- Almost pure instrumental (1998)
- Bootleg symphony (2001)
- Show (2003)
- XXV - Jubileumi koncert (2CD+DVD) (2013)

### Bacchus Consort
- Peru (2020)

### Corvina Consort
- Balassi Bálint énekelt versei (2005)
- Magyarország egyházzenéje (Sacred Music) (2006)
- The Songs of Solomon (2006)
- Choralis Constantinus 500 I. (2009)
- Mátyás király és Beatrix esküvője (2009)
- Psalterivm Genevan Psalms (2010)
- Choralis Constantinus 500 II. (2012)

### Jani Gabriella
- Barokk zenei válogatás (2001)

### Musica Poetica
- Kegyetlen Nimfa (1998)

### Musica Profana
- Begone Sweet Night (1991)
- In Paradise (1999)
- Fechtschule (2001)
- Noël (2002)
- Kájoni Kódex (2004)
- Antico & Moderno (2009)

### Sebestyén Márta
- Örvendezzünk! Rejoyce! (2011)
- Angyali szó zengedez (2012)

### Szvorák Katalin
- A nap megszentelése (2009)
- A Teremtés dicsérete (2010)

### Takács Szilvia
- Joseph Haydn: Angol canzonetták (2009)

## Hangfelvételek
- Egressy Béni: Óh, ne mondj engem rózsádnak - Andrejszki Judit (ének), Horváth Anikó (fortepiano)
- Egressy Béni: Szorítsd hozzá derekát - Andrejszki Judit (ének), Horváth Anikó (fortepiano)
- Több száz év egy órában - zenés utazás Andrejszki Judittal
- HAVASI: Fireworks Suite - Andrejszki Judit (ének)
- Georg Friedrich Händel: Singe Seele Gott Zum Preise - Andrejszki Judit (ének), N. Kovács Mariann (hegedű), Demjén András (cselló), Vonnák Kinga (csembaló)
- Antonio Vivaldi: In Furore - Andrejszki Judit (ének), Musica Profana
- (Ismeretlen szerző): Csordapásztorok - Andrejszki Judit (ének)
- Balassi Bálint: Bocsásd meg Úristen (a Kájoni Kódexből) - Andrejszki Judit (ének), Musica Profana
- John Dowland: Come Heavy Sleep - Andrejszki Judit (ének), Győri István (lant)
- Luis de Narváez: La cancion del emperador - Andrejszki Judit (ének), Musica Profana
- (Ismeretlen szerző): Sweet was the song - Andrejszki Judit (ének), Caius Hera (lant)
- (Ismeretlen szerző): Igaz Messiás (a Kájoni Kódexből) - Andrejszki Judit (ének), Musica Profana
- Surrexit Christus - Andrejszki Judit, Szvorák Katalin
- Népzene és régizene ünnepi koncert Gyulán - Sebestyén Márta, Andrejszki Judit és a Sebő-együttes